# Andrzej Milczanowski
Andrzej Stanisław Milczanowski (ur. 26 maja 1939 w Równem, zm. 22 lipca 2024 w Szczecinie) – polski prawnik i polityk, działacz opozycji demokratycznej w okresie PRL, minister spraw wewnętrznych w latach 1992–1995.

## Życiorys
Jego ojciec Stanisław pracował jako prokurator w Równem na Wołyniu; stał się ofiarą zbrodni katyńskiej – w 1940 został zamordowany przez funkcjonariuszy NKWD. Andrzej Milczanowski w 1962 ukończył studia prawnicze na Wydziale Prawa i Administracji Uniwersytetu im. Adama Mickiewicza w Poznaniu. Pracował w Prokuraturze Powiatowej w Szczecinie na stanowisku prokuratora. W latach 1968–1980 był radcą prawnym w przedsiębiorstwach komunalnych i rolnych.
Od 1978 do 1980 współpracował z KSS „KOR”, a od 1980 z NSZZ „Solidarność”. Od października 1980 był rozpracowywany operacyjnie przez funkcjonariuszy komunistycznych służb specjalnych. Kierował Biurem Prawnym MKR Pomorze Zachodnie, w 1981 był radcą prawnym Regionu Pomorze Zachodnie. Po wprowadzeniu stanu wojennego w dniach 13–15 grudnia 1981 uczestniczył w komitecie strajkowym w Stoczni Szczecińskiej im. Adolfa Warskiego. Po pacyfikacji strajku został aresztowany, a w marcu 1982 skazany na karę 5 lat pozbawienia wolności (w wyniku amnestii z sierpnia 1983 karę zmniejszono do 2 lat i 4 miesięcy pozbawienia wolności). Był objęty opieką Amnesty International jako więzień sumienia. Zwolnienie uzyskał w kwietniu 1984.
Zaangażował się w działalność podziemnej „Solidarności”. Przewodniczył Radzie Koordynacyjnej Pomorza Zachodniego, zasiadał w Tymczasowej Komisji Koordynacyjnej, a od 1987 w Krajowej Komisji Wykonawczej (w 1989 był członkiem prezydium KKW). W 1988 brał udział w komitetach strajkowych w zakładach pracy w Szczecinie. W grudniu 1988 otrzymał nagrodę Fundacji Paula Lauritzena z Kopenhagi, promującej osoby działających w obronie praw człowieka. Jako reprezentant strony solidarnościowo-opozycyjnej brał udział w obradach Okrągłego Stołu w podzespole do spraw reformy prawa i sądów.
W 1990 rozpoczął pracę w Urzędzie Ochrony Państwa jako zastępca szefa. Pełnił funkcję szefa UOP od sierpnia 1990 do stycznia 1992 oraz od czerwca do lipca 1992, a od 5 czerwca 1992 do 11 lipca 1992 także sekretarza stanu w MSW. 11 lipca 1992 powołany na stanowisko ministra spraw wewnętrznych. Podał się do dymisji 22 grudnia 1995 po wyborze Aleksandra Kwaśniewskiego na prezydenta.
Dzień przed złożeniem dymisji udzielił w Sejmie informacji o rzekomej współpracy premiera Józefa Oleksego z radzieckimi i rosyjskimi służbami specjalnymi, co dało początek tzw. aferze Olina. Zarzuty przeciwko Józefowi Oleksemu nie zostały nigdy potwierdzone, a prokurator przedstawił Andrzejowi Milczanowskiemu zarzut ujawnienia tajemnicy państwowej. W lutym 2008 Sąd Okręgowy w Warszawie w pierwszej instancji uniewinnił go, uznając, że działał w stanie wyższej konieczności. W listopadzie 2008 Sąd Apelacyjny w Warszawie uchylił ten wyrok i sprawę przekazał do ponownego rozpatrzenia. W lipcu 2009 zapadł ponowny wyrok uniewinniający i umarzający postępowanie w odniesieniu do jednego z czynów z uwagi na znikomą społeczną szkodliwość. Orzeczenie to zostało utrzymane w mocy w lutym 2010.
Andrzej Milczanowski po odejściu z rządu praktykował jako notariusz w Szczecinie.
26 lipca 2024 został pochowany na cmentarzu Centralnym w Szczecinie.

## Odznaczenia i wyróżnienia
- Krzyż Wielki Orderu Odrodzenia Polski – 1995[14]
- Krzyż Wolności i Solidarności – 2015[15]
- Medal za Zasługi dla Miasta Szczecina – 2008[16]
- Odznaka Honorowa imienia gen. Stefana Roweckiego „Grota” – 2011